# District de Luanshya
Le district de Luanshya est un district de Zambie, situé dans la province du Copperbelt. Sa capitale se situe à Luanshya. Selon le recensement zambien de 2000, le district a une population de 147 908 personnes.